# Three (The Black Heart Procession)
Three è un album discografico del gruppo musicale statunitense The Black Heart Procession, pubblicato nel 2000 dalla Touch and Go Records.

## Tracce
Testi e musiche di The Black Heart Procession.
1. We Always Knew – 5:26
2. Guess I'll Forget You – 4:39
3. Once Said at the Fires – 4:13
4. Waterfront (The Sinking Road) – 5:45
5. Till We Have to Say Goodbye – 2:49
6. I Know Your Ways – 4:11
7. Never from This Heart – 4:46
8. A Heart Like Mine – 3:25
9. The War Is Over – 3:51
10. On Ships of Gold – 7:17

## Formazione
- Tobias Nathaniel - pianoforte, organo a pompa, B3, batteria, chitarra, waterphone, rumori
- Pall Jenkins - voce, chitarra, organo, sintetizzatore, basso, sega, space echo, clavinet, rumori, campioni, parole
- Jason Crane - batteria, tromba
- Mario Rubalcaba - batteria
- Kazu Makino - voce al telefono da New York da lontano (On Ships Of Gold)